# Atlantisch orkaanseizoen 2025
Het Atlantisch orkaanseizoen 2025 is het Atlantisch orkaanseizoen van het jaar 2025. Het bevat een lijst van orkanen en tropische stormen die op het noordelijk halfrond voorkomen op de Atlantische Oceaan.